# خوان دييغو روجاس
خوان دييغو روجاس هو لاعب كرة قدم إكوادوري في مركز الهجوم، ولد في 23 ديسمبر 1992 في كانتون سان لورينزو في الإكوادور. لعب مع سوسيداد ديبورتيفو كيتو.

## وصلات خارجية
- خوان دييغو روجاس على موقع قاعدة بيانات كرة القدم.إي يو (الإنجليزية)
- خوان دييغو روجاس على موقع Soccerway.com (الإنجليزية)